# Csekő Gusztáv
Csekő Gusztáv (Alsóörs, 1835. június 16. – Pápa, 1890. szeptember 29.) a pápai református főiskola ének- és zenetanára.

## Élete
Apja református lelkész volt, pápai református főiskolában végezte a gimnáziumi és teológiai tanfolyamot és 1855–1858-ig a főiskola énektanítója volt; 1858-tól karmester volt Latabár Endre társulatánál, majd mint zeneszerző működött. 1879-ben a pápai református főgimnázium és tanítóképző intézetben ének- és zenetanárrá választották és ő vezette a főiskolai énekkart is.

## Munkái
Szinészkedése alatt irta az Aratók dala című, pályadíjat nyert művet s számos dalt Blaháné és Tamássy számára. Zeneműveinek sajtó alá rendezésében érte őt a halál.